# Ungheni (Iaşi)
Pour les articles homonymes, voir Ungheni.
Ungheni est une commune du județ de Iași en Roumanie, située en Moldavie occidentale, sur la rive droite de la rivière Prut, aux coordonnées 47° 12′ 00″ N, 27° 47′ 05″ E, face à la ville homonyme de la rive gauche, située en Moldavie orientale indépendante,.

## Histoire
Ungheni a reçu sa charte par un édit du prince de Moldavie, Étienne le Grand le 20 août 1462.
En 1877, le bac reliant les deux Ungheni fut remplacé par le pont Eiffel d'Ungheni, construit au-dessus du Prut sur les plans de Gustave Eiffel. Entre 1945 et 1991, la rivière Prut fut frontalière entre l'Union soviétique et la Roumanie communiste au sein du bloc de l'Est
Depuis 1991 la rivière est frontalière entre la Roumanie et la Moldavie et de ce fait, elle sépare aussi l'Union européenne et l'OTAN (rive droite) de la CEI et de la zone d'influence russe (rive gauche) et à ce titre, Ungheni est très surveillé par la Frontex.